# Israel Start-Up Nation/Saison 2021
Diese Liste beschreibt den Kader und die Siege des Radsportteams Israel Start-Up Nation in der Saison 2021.

## Kader
| Teamkader 2021               | Teamkader 2021     | Teamkader 2021         | Teamkader 2021                                  |
| Name                         | Geburtsdatum       | Land                   | Vorheriges Team                                 |
| ---------------------------- | ------------------ | ---------------------- | ----------------------------------------------- |
| Rudy Barbier                 | 18. Dezember 1992  | Frankreich             | AG2R La Mondiale (2018)                         |
| Sebastian Berwick            | 15. Dezember 1999  | Australien             | St George Continental Cycling Team (2019)       |
| Patrick Bevin                | 15. Februar 1991   | Neuseeland             | CCC Team (2020)                                 |
| Jenthe Biermans              | 30. Oktober 1995   | Belgien                | Katusha-Alpecin (2019)                          |
| Guillaume Boivin             | 25. Mai 1989       | Kanada                 | Optum-Kelly Benefit Strategies (2015)           |
| Matthias Brändle             | 7. Dezember 1989   | Österreich             | Trek-Segafredo (2018)                           |
| Alexander Cataford           | 1. September 1993  | Kanada                 | UnitedHealthcare (2018)                         |
| Davide Cimolai               | 13. August 1989    | Italien                | Groupama-FDJ (2018)                             |
| Alessandro De Marchi         | 19. Mai 1986       | Italien                | CCC Team (2020)                                 |
| Alex Dowsett                 | 3. Oktober 1988    | Vereinigtes Königreich | Katusha-Alpecin (2019)                          |
| Itamar Einhorn               | 20. September 1997 | Israel                 | Côtes d'Armor-Marie Morin-Véranda Rideau (2019) |
| Chris Froome                 | 20. Mai 1985       | Vereinigtes Königreich | Ineos Grenadiers (2020)                         |
| Omer Goldstein               | 13. August 1996    | Israel                 | Ampo-Goierriko TB (2017)                        |
| André Greipel                | 16. Juli 1982      | Deutschland            | Arkéa-Samsic (2019)                             |
| Carl Fredrik Hagen           | 26. September 1991 | Norwegen               | Lotto-Soudal (2020)                             |
| Ben Hermans                  | 8. Juni 1986       | Belgien                | BMC Racing Team (2017)                          |
| Hugo Hofstetter              | 13. Februar 1994   | Frankreich             | Cofidis, Solutions Crédits (2019)               |
| Reto Hollenstein             | 22. August 1985    | Schweiz                | Katusha-Alpecin (2019)                          |
| Daryl Impey                  | 6. Dezember 1984   | Südarfika              | Mitchelton-Scott (2020)                         |
| Taj Jones (1. Jul.–31. Dez.) | 26. Juli 2000      | Australien             | ARA Pro Racing Sunshine Coast (2020)            |
| Daniel Martin                | 20. August 1986    | Irland                 | UAE Team Emirates (2019)                        |
| Krists Neilands              | 18. August 1994    | Lettland               | Axeon-Hagens Berman (2016)                      |
| Guy Niv                      | 8. März 1994       | Israel                 | Israel Cycling Academy Development (2017)       |
| James Piccoli                | 5. September 1991  | Kanada                 | Elevate-KHS Pro Cycling (2019)                  |
| Alexis Renard                | 1. Juni 1999       | Frankreich             | Côtes d'Armor-Marie Morin-Véranda Rideau (2019) |
| Guy Sagiv                    | 5. Dezember 1994   | Israel                 | BMC Racing Team (2015)                          |
| Norman Vahtra                | 23. November 1996  | Estland                | Cycling Tartu (2019)                            |
| Tom Van Asbroeck             | 19. April 1990     | Belgien                | EF Education First-Drapac (2018)                |
| Sep Vanmarcke                | 28. Juli 1988      | Belgien                | EF Pro Cycling (2020)                           |
| Michael Woods                | 12. Oktober 1986   | Kanada                 | EF Pro Cycling (2020)                           |
| Mads Würtz Schmidt           | 31. März 1994      | Dänemark               | Katusha-Alpecin (2019)                          |
| Rick Zabel                   | 7. Dezember 1993   | Deutschland            | Katusha-Alpecin (2019)                          |
|                              |                    |                        |                                                 |
| Quelle: ProCyclingStats      |                    |                        |                                                 |

## Siege
| Siege    | Siege                                                                   | Siege      | Siege  | Siege                  | Siege |
| Datum    | Rennen                                                                  | Staat      | Klasse | Sieger                 |       |
| -------- | ----------------------------------------------------------------------- | ---------- | ------ | ---------------------- | ----- |
| 20. Feb. | Tour des Alpes Maritimes et du Var, 2. Etappe                           | Frankreich | 2.1    | Michael Woods          |       |
| 15. Mär. | Tirreno–Adriatico, 6. Etappe                                            | Italien    | 2.UWT  | Mads Würtz Schmidt     |       |
| 23. Mär. | Settimana Internazionale, 1. B Etappe                                   | Italien    | 2.1    | Israel Start-Up Nation |       |
| 1. Mai   | Tour de Romandie, 4. Etappe                                             | Schweiz    | 2.UWT  | Michael Woods          |       |
| 16. Mai  | Trofeo Alcudia                                                          | Spanien    | 1.1    | André Greipel          |       |
| 21. Mai  | Andalusien-Rundfahrt, 4. Etappe                                         | Spanien    | 2.Pro  | André Greipel          |       |
| 26. Mai  | Giro d’Italia, 17. Etappe                                               | Italien    | 2.UWT  | Daniel Martin          |       |
| 12. Jun. | Israelische Meisterschaften, Einzelzeitfahren der Männer                | Israel     | CN     | Omer Goldstein         |       |
| 19. Jun. | Österreichische Straßen-Radmeisterschaften, Einzelzeitfahren der Männer | Österreich | CN     | Matthias Brändle       |       |
| 20. Jun. | Dänische Meisterschaften, Straßenrennen der Männer                      | Dänemark   | CN     | Mads Würtz Schmidt     |       |
| 24. Jun. | Giro dell’Appennino                                                     | Italien    | 1.1    | Ben Hermans            |       |
| 7. Aug.  | Arctic Race of Norway, 3. Etappe                                        | Norwegen   | 2.Pro  | Ben Hermans            |       |
| 8. Aug.  | Arctic Race of Norway, Gesamtwertung                                    | Norwegen   | 2.Pro  | Ben Hermans            |       |
| 26. Aug. | Tour Poitou-Charentes en Nouvelle-Aquitaine, 4. Etappe                  | Frankreich | 2.1    | Ben Hermans            |       |
| 11. Sep. | Kanadische Meisterschaften, Straßenrennen Männer                        | Kanada     | CN     | Guillaume Boivin       |       |
| 19. Sep. | Slowakei-Rundfahrt, 4. Etappe                                           | Slowakei   | 2.1    | Itamar Einhorn         |       |
| 5. Okt.  | Tre Valli Varesine                                                      | Italien    | 1.Pro  | Alessandro De Marchi   |       |

## UCI-Weltranglisten-Platzierungen
| UCI-Ranking | UCI-Ranking          | UCI-Ranking            | UCI-Ranking |
| Fahrer      | Fahrer               | Land                   | Punkte      |
| ----------- | -------------------- | ---------------------- | ----------- |
| 13.         | Michael Woods        | Kanada                 | 1893 P.     |
| 56.         | Ben Hermans          | Belgien                | 931 P.      |
| 83.         | Hugo Hofstetter      | Frankreich             | 727 P.      |
| 99.         | Sep Vanmarcke        | Belgien                | 645 P.      |
| 106.        | Alessandro De Marchi | Italien                | 577 P.      |
| 114.        | Tom Van Asbroeck     | Belgien                | 552 P.      |
| 123.        | Daniel Martin        | Irland                 | 513 P.      |
| 196.        | Alexis Renard        | Frankreich             | 323 P.      |
| 215.        | Mads Würtz Schmidt   | Dänemark               | 302 P.      |
| 268.        | Guillaume Boivin     | Kanada                 | 241 P.      |
| 285.        | André Greipel        | Deutschland            | 229 P.      |
| 310.        | Daryl Impey          | Südarfika              | 206 P.      |
| 356.        | Krists Neilands      | Lettland               | 178 P.      |
| 376.        | James Piccoli        | Kanada                 | 168 P.      |
| 380.        | Jenthe Biermans      | Belgien                | 165 P.      |
| 386.        | Davide Cimolai       | Italien                | 162 P.      |
| 464.        | Patrick Bevin        | Neuseeland             | 129 P.      |
| 618.        | Itamar Einhorn       | Israel                 | 86 P.       |
| 618.        | Rudy Barbier         | Frankreich             | 86 P.       |
| 719.        | Norman Vahtra        | Estland                | 72 P.       |
| 728.        | Omer Goldstein       | Israel                 | 70 P.       |
| 889.        | Matthias Brändle     | Österreich             | 52 P.       |
| 958.        | Alex Dowsett         | Vereinigtes Königreich | 48 P.       |
| 1390.       | Rick Zabel           | Deutschland            | 23 P.       |
| 1390.       | Mason Hollyman       | Vereinigtes Königreich | 23 P.       |
| 1440.       | Yuval Ben Moshe      | Israel                 | 20 P.       |
| 1440.       | Jakub Bouček         | Tschechien             | 20 P.       |
| 1607.       | Carl Fredrik Hagen   | Norwegen               | 15 P.       |
| 1740.       | Reto Hollenstein     | Schweiz                | 13 P.       |
| 1785.       | Alastair MacKellar   | Australien             | 12 P.       |
| 1794.       | Guy Sagiv            | Israel                 | 11 P.       |
| 1988.       | Guy Niv              | Israel                 | 8 P.        |
| 2068.       | Edo Goldstein        | Israel                 | 6 P.        |
| 2123.       | Sebastian Berwick    | Australien             | 5 P.        |
| 2339.       | Chris Froome         | Vereinigtes Königreich | 3 P.        |
| 2706.       | Taj Jones            | Australien             | 2 P.        |